# Chiesa di San Lorenzo (Ivrea)
La chiesa di San Lorenzo è una chiesa di Ivrea in Piemonte.

## Storia
La parrocchia della chiesa è tra le più antiche di Ivrea, essendo già presente all'incirca all'anno mille. Inizialmente affidata ai canonici di Santa Croce, la chiesa subì distruzioni durante la guerra del 1544 e quella del 1704. Fu ricostruita e completata nel 1721, subendo però numerosi interventi e modifiche nel corso del tempo. La facciata, realizzata nel 1795, è opera di Giuseppe Martinez, mentre il campanile, progettato dall'architetto Bellono, venne costruito nel 1808. Successivamente, nel 1881, la struttura fu ampliata con un allungamento della navata.

## Descrizione
La chiesa presenta una struttura a tre navate. La facciata è contraddistinta da un porticato con tre archi.

## Galleria d'immagini

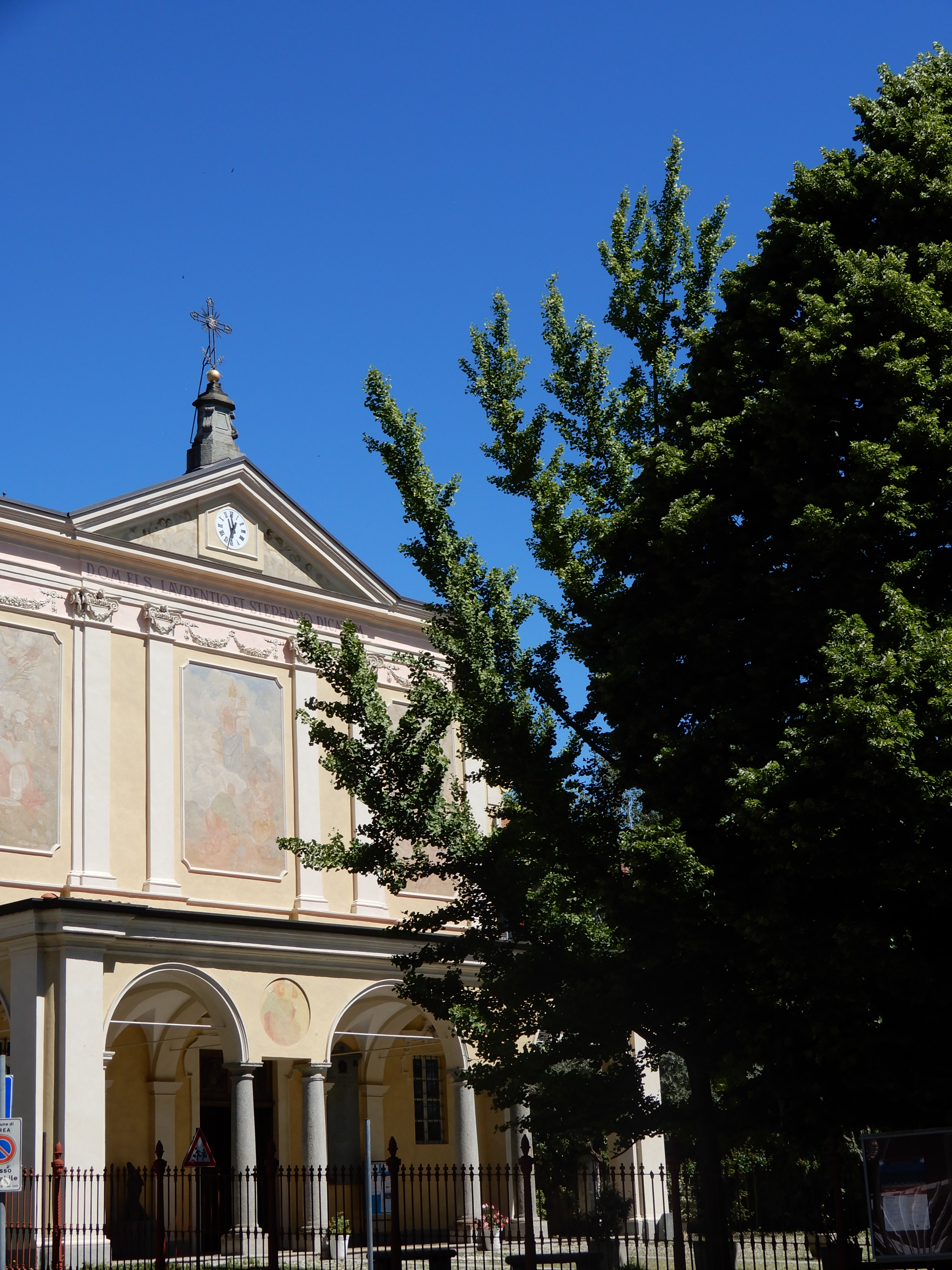
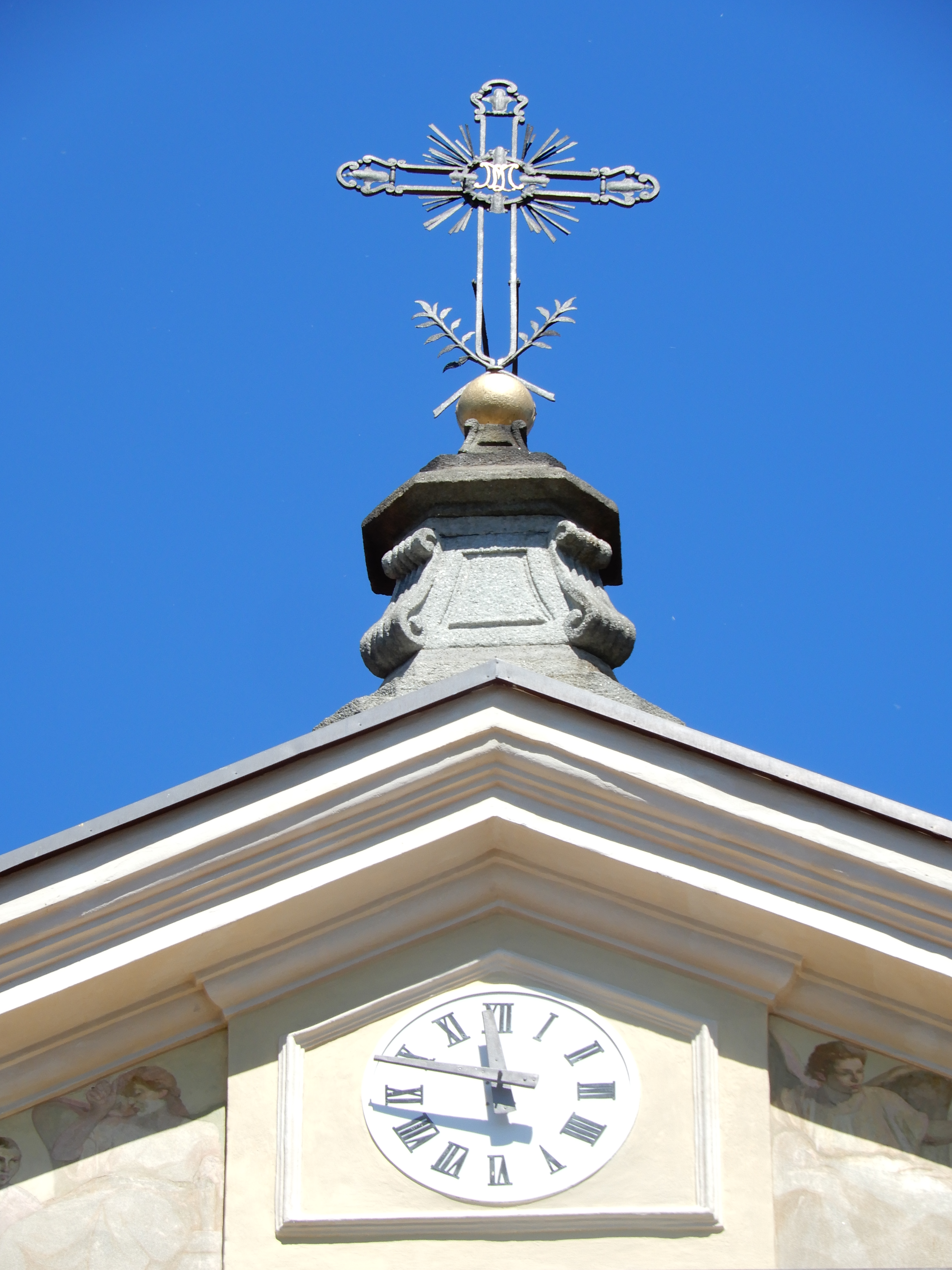
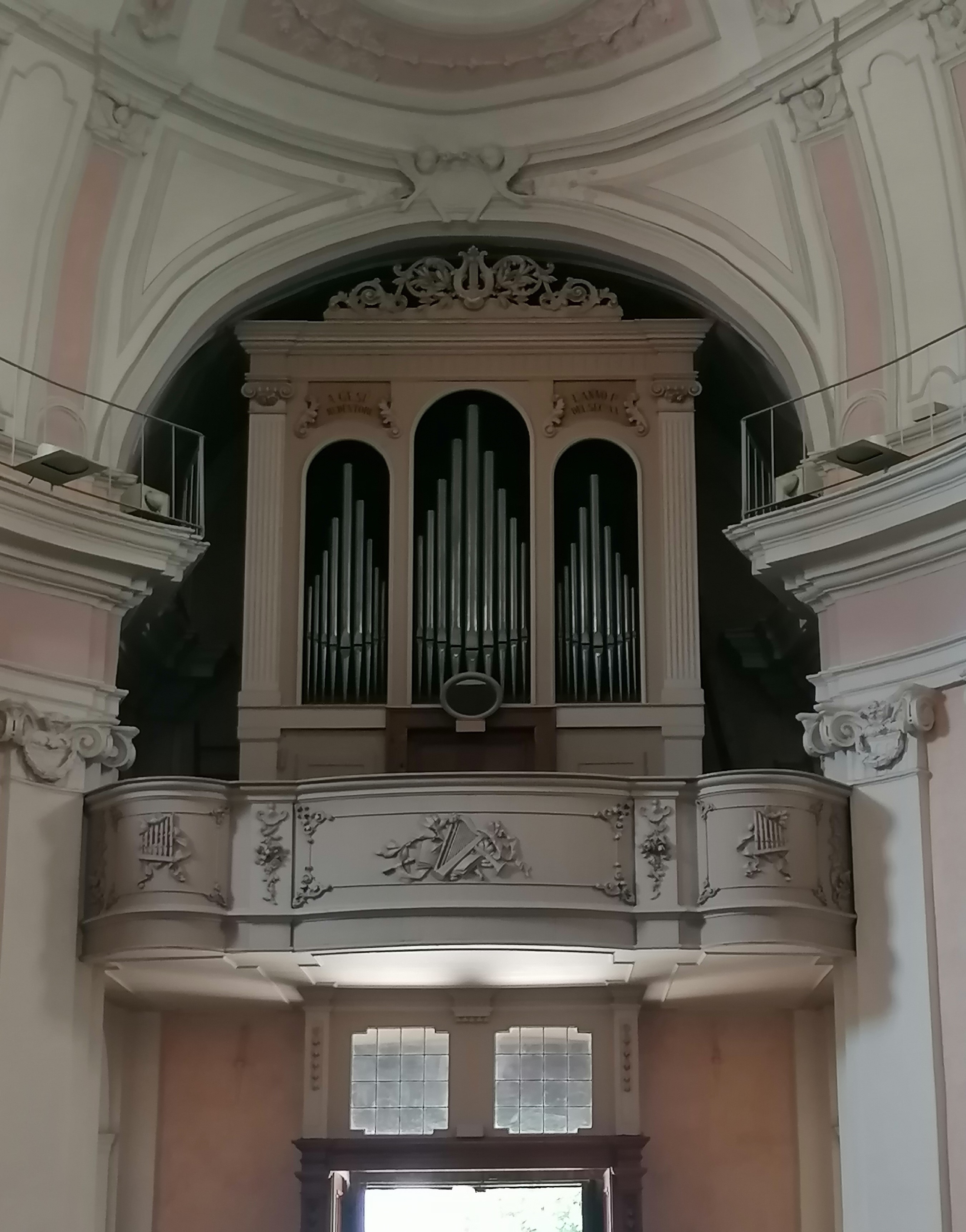